# Despenalización de la homosexualidad en Nicaragua
La despenalización de la homosexualidad en Nicaragua se refiere a la derogación de leyes, en ese país, a nivel federal y estatal, que penalizaban a las personas por practicar o tener sexualidades LGBT+. 
A pesar de las adversidades, se ha avanzado hacia la igualdad y el reconocimiento de la diversidad sexual en el país. Desde la época colonial, hasta la Revolución Sandinista y los avances en el siglo XXI, este proceso refleja los vaivenes de las actitudes y las leyes relacionadas con la diversidad sexual en Nicaragua.

## Historia

### Período colonial
Durante la época precolonial, la homosexualidad en los pueblos precolombinos de Nicaragua no era vista como negativa, e incluso se aceptaba en contextos ceremoniales. Sin embargo, con la llegada de los españoles, las Leyes de Indias y otras disposiciones legales se utilizaron para perseguir a los homosexuales. Dos casos notorios de castigo en esta época son los de Andrés Caballero en 1536 y "Los Chepes" en 1786.
Tras la independencia de Nicaragua en 1821, se estableció la sodomía como un delito mediante un decreto del 27 de enero de 1826, con una pena de tres años de cárcel. A lo largo del siglo XIX, la penalización de la homosexualidad fluctuó en las leyes del país, pero la influencia de la Iglesia católica seguía presente; el Código Penal de Nicaragua promulgado en 1837 no contemplaba las relaciones homosexuales como delito, sin embargo se incluía el artículo 351 para castigar «delitos contra la decencia». Los Códigos Penales de 1879 y 1891 continuaron sin mencionar a la sodomía como delito..

### Régimen de Somoza y sandinismo
Durante el régimen del somocismo en la década de 1970, se endurecieron las medidas represivas hacia la diversidad sexual, y se aprobó un nuevo Código Penal en 1974 que penalizaba las relaciones homosexuales por medio del artículo 205.
Durante la Revolución Sandinista, las necesidades y peticiones de la comunidad LGBT+ no fueron consideradas una prioridad. La Constitución nicaragüense de 1987, en vigor desde el 9 de enero de ese año, establece en su artículo 72 una prohibición explícita del matrimonio igualitario, indicando que este tipo de unión solo puede llevarse a cabo entre un hombre y una mujer.
Luego de la Revolución Sandinista en Nicaragua, se experimentaron retrocesos en la protección de los derechos de la comunidad LGBT+. En junio de 1992, la Asamblea Nacional aprobó reformas al Código Penal que reintrodujeron la prohibición de la sodomía en el artículo 204, que previamente era conocido como el artículo 205 en el Código Penal de 1974. Estas modificaciones entraron en vigencia en septiembre de 1992, restableciendo la criminalización de la homosexualidad en el país. En respuesta a este retroceso, la coalición "Campaña por una sexualidad libre de prejuicios", compuesta por abogados y activistas LGBT+, presentó un recurso de inconstitucionalidad ante la Corte Suprema de Justicia argumentando que el artículo 204 violaba varios artículos de la Constitución nicaragüense, incluyendo los relacionados con el derecho a la privacidad, la libertad de expresión y la no discriminación ante la ley, además de contravenir normas internacionales de derechos humanos. No obstante, en marzo de 1994, la Corte Suprema desestimó dicho recurso.

### SigloXXI
Para inicios de los años 2000, Belice, Nicaragua y Panamá eran los únicos tres países de la región centroamericana que aun seguían penalizando la homosexualidad. En noviembre de 2007 el gobierno nicaragüense dio a conocer su nuevo Código Penal, el cual entró en vigor en julio de 2008 y en el que fue derogado el artículo 204, despenalizando de forma definitiva la homosexualidad en el país.